# فورمالدوكسيم
فورمالدوكسيم هو مركب عضوي صيغته CH3NO، ويوجد في الشروط القياسية على هيئة سائل عديم اللون. يعد هذا المركب من الناحية الكيميائية أكسيماً للفورمالدهيد (الميثانال).

## التحضير
يحضر هذا المركب من تفاعل هيدروكسيلامين مع الفورمالدهيد:
{\displaystyle \mathrm {H_{2}C{=}O+H_{2}N{-}OH\ \rightleftharpoons \ H_{2}C{=}NOH+H_{2}O.} }

## الخواص
يوجد المركب في الشروط القياسية من الضغط ودرجة الحرارة على هيئة سائل عديم اللون؛ يميل المركب إلى تشكيل ثلاثي الوحدات (تريمر)؛ كما أنه قادر على تشكيل معقدات تناسقية مع أيونات المنغنيز أو الحديد.

## الاستخدامات
يستخدم فورمالدوكسيم في الاصطناع العضوي من أجل تحويل أملاح الديازونيوم إلى ألدهيدات أريلية.